# Ibn Abi al Hadid
‘Izz al-Dīn ‘Abu Hamīd ‘Abd al-Hamīd bin Hībat-Allah ibn Abi al-Hadīd al Mutazilī al-Mada'ini,, (arabe: عزالدين عبدالحميد بن هيبة الله بن أبي الحديد المعتزلي) (mort en 1258 EE; 656 H) est un érudit Mutazile,, suivant l'école de jurisprudence islamique shaféite. Il étudia sous l'enseignement de Abu'l-Khayr Musaddiq ibn Shabib al-Wasiti (mort en 605 H.)

## Travaux
Il est surtout connu pour son commentaire de Nahj al-Balagha qu'il nomma Sharh Nahj al-Balagha